# Tommy Trinder
Tommy Trinder (24 de marzo de 1909 – 10 de julio de 1989) fue un comediante radiofónico, teatral y cinematográfico británico.

## Biografía
Su nombre completo era Thomas Edward Trinder, y nació en  Streatham, Londres (Inglaterra). Trinder, hijo de un conductor de tranvía londinense, fue uno de los más estimados humoristas británicos desde finales de los años treinta hasta la década de 1960.
Tenía rapidez de lenguaje e ingenio, y estaba dotado para la comedia en vivo frente al público. Sus muletillas, 'You lucky people!' y 'If it's laughter you're after, Trinder's the name', se combinaban con sus marcas personales, el sombrero Trilby, la sonrisa lasciva y el dedo meneándose, todo lo cual le hicieron ser universalmente reconocido en el Reino Unido. 
Dejó pronto sus estudios para trabajar como recadero, y a los 12 ya actuaba en los escenarios. En 1921 viajó por Sudáfrica con una compañía de revistas, y el año siguiente fue vocalista del Collins' Music Hall. A todo ello le siguieron éxitos discretos en el género del music hall, la revista y en actuaciones para clubes sociales de trabajadores, y en 1926 fue la estrella de los shows itinerantes de variedades de Archie Pitt.
Inició el reconocimiento a nivel nacional en 1937 gracias a las revistas Tune In y In Town Tonight. En los años de la Segunda Guerra Mundial Trinder ya era uno de los más famosos artistas británicos, sirviendo sus espectáculos como un bien recibido alivio en los días más oscuros de la contienda.
Durante la Guerra, Trinder también firmó un contrato con los Estudios Ealing para trabajar en el cine. Su comedia más famosa fue Sailors Three, film en el cual Claude Hulbert y Michael Wilding capturaban un barco de guerra alemán. 
Aparte de su faceta cómica, también hizo papeles serios en las películas The Foreman Went to France, The Bells Go Down (un homenaje a los bomberos que trabajaban en Londres durante el Blitz), y Bitter Springs (sobre una familia que intentaba rehacer su vida en el Outback australiano).
Tras la guerra, y siendo ya una figura nacional, pronto fue reclutado para trabajar en la televisión. Así, en 1955 fue el primer presentador del nuevo programa de Independent Television (ITV) Sunday Night at the London Palladium. Posteriormente, en 1959, presentó una serie televisiva propia para la BBC, Trinder Box. 
Confinado a una silla de ruedas tras sufrir un ictus en 1986, su última aparición televisiva tuvo lugar en I Like The Girls Who Do recordando a su contemporáneo Max Miller.
Además de su actividad artística, Trinder fue toda su vida un seguidor de Fulham Football Club, presidiendo el club entre 1959 y 1976 y contratando y despidiendo a Bobby Robson durante su mandato. 
Siempre un favorito de la familia real británica (intervino en seis Royal Variety Performances entre 1945 y 1980), en 1975 fue recompensado con el nombramiento de comendador de la Orden del Imperio Británico. 
Tommy Trinder falleció en 1989 en Chertsey, Inglaterra. Fue enterrado en el Cementerio Burvale, en Hersham (Surrey).

## Filmografía
- 1938 - Save a Little Sunshine
- 1938 - Almost a Honeymoon
- 1939 - She Couldn't Say No
- 1940 - Sailors Three
- 1940 - Laugh It Off
- 1942 - The Foreman Went to France
- 1943 - The Bells Go Down
- 1943 - Save Your Shillings and Smile, cortometraje musical
- 1944 - Fiddlers Three
- 1944 - Champagne Charlie
- 1950 - Bitter Springs
- 1955 - You Lucky People
- 1959 - Make Mine a Million
- 1963 - The Damned
- 1964 - The Beauty Jungle
- 1974 - Barry McKenzie Holds His Own